# 圣玛利亚河 (亚利桑那州)
圣玛利亚河（英語：Santa Maria River）是一个位于亚利桑那州西部的间歇河，是比尔威廉斯河的一个主要支流，部分河段构成了莫哈維縣和拉巴斯縣的边界。